# Cherubino (araldica)
Cherubino è un termine utilizzato in araldica per indicare una testa di puttino, in maestà, sostenuta da due ali spiegate.

Stemma di Engelbach, Biedenkopf, Germania
Saint-Vincent-Sterlanges, Francia